# Quadricalcarifera testacea
Quadricalcarifera testacea är en fjärilsart som beskrevs av Sergius G. Kiriakoff 1967. Quadricalcarifera testacea ingår i släktet Quadricalcarifera och familjen tandspinnare. Inga underarter finns listade.